# Біляцький Олександр Григорович
Олекса́ндр Григоро́вич Біля́цький (нар. 10 жовтня 1937, Київ — 30 квітня 2011, Санкт-Петербург) — український актор і театральний режисер. Заслужений артист УРСР (1977).

## Біографія
Закінчив Київське хореографічне училище в 1955 році і театральне училище при Московському театрі ім. Є. Вахтангова в 1976 році (викладач Б. Є. Захава).
1955—1961 — актор Закарпатського українського музично-драматичного театру в Ужгороді.
1961—1976 — актор, 1976—1977 — режисер, 1977—1983 — головний режисер, 1992—1999 — режисер Харківського ТЮГу, 1983—1991 — головний режисер Харківського драматичного театру ім. Т. Шевченка.
Серед його учнів: Олег Стефан, Олександр Любченко, Ігор Арнаутов, Тетяна Турка, Оксана Стеценко, Тетяна Грінік, Олена Приступ.

## Ролі
- Казкар («Снігова королева» Є. Шварца)
- Бармалей («Про що розповіли чарівники» В. Коростильова)
- Півень («Коли зійде місяць» Н. Забіли)
- Просто людина («Людина на всі часи» Р. Болта)
- Бем («Звернення до Петра» А. Літка, Л. Філіпенко).

## Вистави
- «Листи до друга» А. Лиханова та А. Шура (1977)
- «Початок фанфарного маршу» О. Біляцького і 3. Сагалова (1978; Премія ім. М. Островського, 1979)
- «На дні» М. Горького
- «Спитай коли-небудь у трав» Я. Стельмаха (обидві — 1979)
- «Бій іде в пітьмі, щоб закінчитися світлом» С. Борзенка (1980)
- «Міщанин-шляхтич» Ж.-Б. Мольєра (1982)
- «Шлях» О. Біляцького і 3. Сагалова (1983)
- «П'ять діамантів Тев'є-молочника» за Шолом-Алейхемом (1986)
- «Дай серцю волю, заведе в неволю» М. Кропивницького (1986)
- «Воронячий гай» О. Вампілова (1987)
- «Хрещений батько» за M. П'юзо (1988)
- «Мина Мазайло» М. Куліша (1989)
- «Кроки командора» В. Єрофеєва (1989)
- «Сон літньої ночі» В. Шекспіра (1990-ті)
- «Лісова пісня» Лесі Українки (1990-ті)
- «Муха-Цокотуха» за К. Чуковським